# Reflejo vestíbulo emocional
Reflejo vestíbulo emocional (RVE) es un reflejo tridimensional del movimiento de la cabeza que estabiliza el equilibrio vertical de la cabeza produciendo un movimiento de los músculos cabeza-cuello con la frecuencia que depende del estado psicofisiológico de una persona. El reflejo vestíbulo-emocional 

es uno de los reflejos que conectan la fisiología humana con las emociones. La fisiología y las patologías del sistema vestibular y del aparato vestibular fueron estudiadas por Robert Bárány, que recibió en 1914 el Premio Nobel de Fisiología. El sistema vestibular, el cual contribuye al equilibrio humano y a nuestro sentido de orientación espacial, es el sistema sensorial que genera los impulsos dominantes necesarios para el movimiento la equilibriocepción o sentido del equilibrio. La posición vertical de la cabeza de una persona está controlada por el sistema vestibular por medio de la anatomía de la región cabeza-cuello.

## Biomecánica

Modelo RVE. La cabeza de una persona se mueve lentamente cuando está tranquila y quieta (imagen de la cabeza en color blanco) La cabeza se mueve rápidamente y con más frecuencia cuando ésta está activa, es agresiva, está preocupada y nerviosa (imagen de la cabeza en color rojo).

Un bebé de dos meses que comienza a mantener la cabeza erguida por control de sus reflejos, empieza a producir movimientos específicos visibles. Una persona adulta también produce micromovimientos para mantener la posición de cabeza erguida, porque es imposible coordinar el equilibrio vertical mecánicamente sin movimientos. La trayectoria del movimiento tridimensional de la cabeza es bastante complicada y se utiliza para hacer estudios sobre los diferentes reflejos vestibulares además de diagnósticos de salud, ya que el sistema vestibular está comunicado con el sistema sensorial, el sistema nervioso y con toda la anatomía. Los sistemas sensoriales codifican cuatro aspectos de un estímulo: el tipo, la intensidad, la localización y la duración. Ciertos receptores son sensibles a determinados tipos de estímulos (por ejemplo, existen varios tipos de mecanorreceptores que responden mejor a diferentes tipos de estímulos táctiles, tales como objetos afilados o romos). Los receptores envían impulsos por medio de determinados patrones con el fin de mandar información sobre el grado de intensidad de un estímulo (por ejemplo, el grado de intensidad de un sonido). El neurofisiólogo ruso Nikolai Bernstein dedicó la mayor parte de su vida a la fisiología del movimiento. Fue él quien también acuñó el término biomecánica, el estudio del movimiento por medio de la aplicación de los principios de la mecánica. Los principios de feedback biológico y el movimiento discreto descubiertos por Bernstein, forman una de las bases del RVE y de sus cálculos del movimiento discreto humano en un tiempo de 0,1 seg fue confirmado mediante un análisis de videoimagen.
El sistema vestibular como sistema sensorial típico reacciona a los estímulos. Pero la gravitación está constantemente creando estímulos, de modo que la coordinación vertical de la cabeza se convierte en un proceso reflejo de constante actividad. Esta es la principal diferencia fisiológica entre la coordinación vertical de la cabeza y cualquier otro proceso sensorial que actúa en ocasiones. Esta diferencia transfiere la coordinación vertical de la cabeza a un proceso fisiológico típico como el ritmo cardíaco (RC) medido por ECG (electroencefalograma) y la tensión arterial, la actividad cerebral, medida por medio de encefalografía EEG, o la termorregulación medida por análisis de respuesta galvánico-dérmica GSR (o en inglés galvanic-skin respond). La evolución biológica ha aprovechado la coordinación vertical de la cabeza como forma de regulación de energía, porque el movimiento natural de la cabeza es el movimiento vibratorio ideal con un alto espectro de energía. Otra muestra de proceso de vibración natural para la regulación de energía es el coleteo de un perro, pero el ser humano carece de cola, por lo que para él el movimiento de la cabeza es la forma más óptima de regulación. Es comprensible que a mayor frecuencia de movimiento de la cabeza, mayor es la energía requerida. A nivel sensorial, esto significa, que las señales enviadas desde los receptores vestibulares al sistema nervioso autónomo, al cerebro y a los músculos, se producen con diferentes frecuencias de retardo, según el estado biomecánico de la persona. Esto implica dependencia entre el estado emocional y la coordinación vestibular de la cabeza o reflejo vestíbulo-emocional

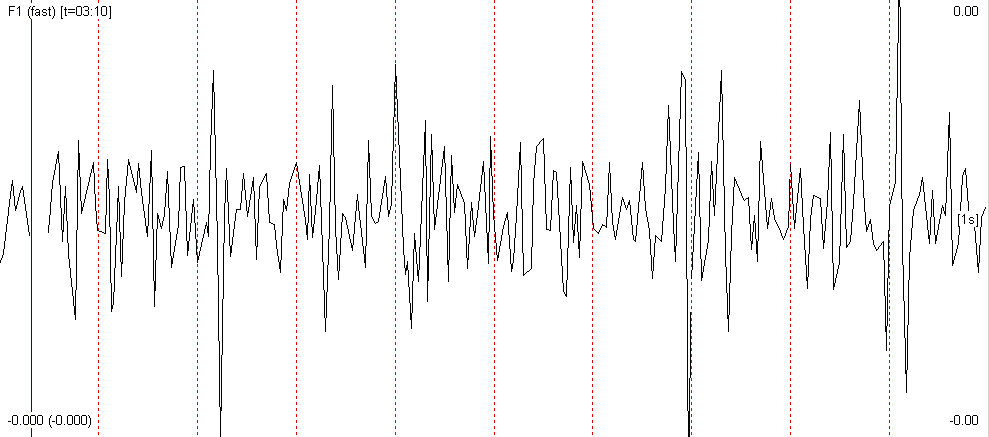
Señal vestibulográmica del movimiento de la cabeza captada mediante una cámara web de baja frecuencia con una resolución de 640x480 píxeles y 30f/s (fotogramas por segundo) de frecuencia

## Aplicación RVE

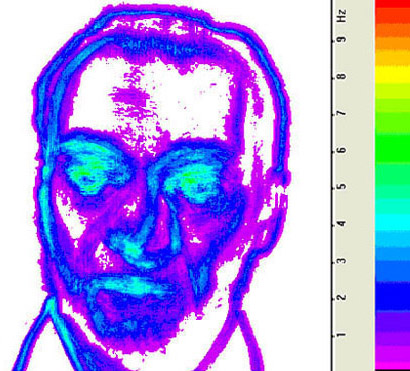
Vibraimagen facial con una escala de frecuencia

El RVE proporciona información funcional sobre la persona y puede aplicarse con fines médicos, de eSalud, análisis psicológico y de comportamiento, detector de mentiras, control de las emociones, autorregulación, fitness o el estudio de la fauna también los proporcionan los distintos tipos de sistema vibraimagen.
El sistema vibraimagen transforma el movimiento biomecánico en información emocional y fisiológica por medio de un procesador de imagen. Este proceso puede hacerse a distancia y de forma oculta, lo que le da mayor importancia en el uso de aplicaciones de seguridad tales como la de los aeropuertos.